# 真彰会
真彰会（しんえいかい）は、北海道函館市松川町にある単立神社。
惟神の道を守るために、文部省社会教育局より認可を受け1954年に設立。

## 主祭神
- 天照皇太神（あまてらすおおみかみ）
- 稲蒼魂命（うかのみたまのみこと）
- 三吉大神（みよしおおかみ）

## 歴代代表者
- 初代：中村信也
- 2代目：清水光一
- 3代目：羽田登